# Ceratostylis sphaerocephala
Ceratostylis sphaerocephala är en orkidéart som beskrevs av Rudolf Schlechter. Ceratostylis sphaerocephala ingår i släktet Ceratostylis och familjen orkidéer. Inga underarter finns listade i Catalogue of Life.